# Adoretus khartumensis
Adoretus khartumensis är en skalbaggsart som beskrevs av Frey 1973. Adoretus khartumensis ingår i släktet Adoretus och familjen Rutelidae. Inga underarter finns listade i Catalogue of Life.